# Everything Changes (album Take That)
Everything Changes è il secondo album del gruppo musicale britannico Take That, pubblicato nel 1993.

## Successo commerciale
Ha raggiunto il primo posto nella classifica UK Albums Chart, e l'anno seguente fu nominato per il Mercury Prize.
L'album ha vinto 4 dischi di platino nel Regno Unito ed è stato nella top 75 della classifica UK Albums Chart per 78 settimane (un anno e sei mesi).
L'album ha venduto oltre 3 milioni di copie in tutto il mondo secondo Billboard, ed ha anche rappresentato la svolta per la band in tutta Europa, arrivando nella top 10 in molti paesi e nella top 30 in Australia e Giappone. L'album detiene inoltre il record, per una band, per il numero di singoli in top 10 del Regno Unito (6 tracce).
Da esso sono stati estratti sei singoli: Why Can't I Wake Up with You, Pray (primo di una serie di 4 singoli consecutivi ai vertici in Inghilterra), Relight My Fire, Babe, Everything Changes e Love Ain't Here Anymore.

## Tracce
Versione Regno Unito (74321 16926 2)
1. Everything Changes – 3:34 (Gary Barlow, Cary Baylis, Eliot Kennedy, Mike Ward)
2. Pray – 3:43 (Gary Barlow)
3. Wasting My Time – 3:45 (Gary Barlow)
4. Relight My Fire – 4:11 (Dan Hartman) – con Lulu
5. Love Ain't Here Anymore – 3:49 (Gary Barlow)
6. If This Is Love – 3:56 (Dave James, Howard Donald)
7. Whatever You Do to Me – 3:44 (Gary Barlow)
8. Meaning of Love – 3:46 (Gary Barlow)
9. Why Can't I Wake Up with You – 3:37 (Gary Barlow)
10. You Are the One – 3:47 (Gary Barlow)
11. Another Crack in My Heart – 3:46 (Gary Barlow)
12. Broken Your Heart – 3:46 (Gary Barlow)
13. Babe – 4:51 (Mark Owen)

Versione Giappone (BVCM37921)
La versione giapponese contiene le seguenti tracce bonus:
1. No si aqui no hay amor – 3:55
2. Party Remix: Relight My Fire/Could It Be Magic/It Only Takes a Minute/Everything Changes – 7:16
3. All I Want Is You – 3:21
4. Babe (Return Mix) – 4:55

## Classifiche

### Classifiche settimanali
| Classifica (1993/94) | Posizione massima |
| -------------------- | ----------------- |
| Australia            | 24                |
| Austria              | 7                 |
| Danimarca            | 6                 |
| Europa               | 5                 |
| Finlandia            | 2                 |
| Germania             | 4                 |
| Giappone             | 25                |
| Italia               | 17                |
| Paesi Bassi          | 3                 |
| Regno Unito          | 1                 |
| Svezia               | 27                |
| Svizzera             | 9                 |

### Classifiche di fine anno
| Classifica (1993) | Posizione |
| ----------------- | --------- |
| Regno Unito       | 6         |
| Classifica (1994) | Posizione |
| Austria           | 26        |
| Germania          | 11        |
| Paesi Bassi       | 15        |
| Regno Unito       | 28        |
| Svizzera          | 12        |

## Riconoscimenti
- 1994 - BRIT Awards
  - Miglior singolo britannico a Pray[27]
- 1994 - Premio Mercury
  - Albo d'oro al miglior album[10]